# Cmentarz Poległych w Bitwie Warszawskiej w Ossowie

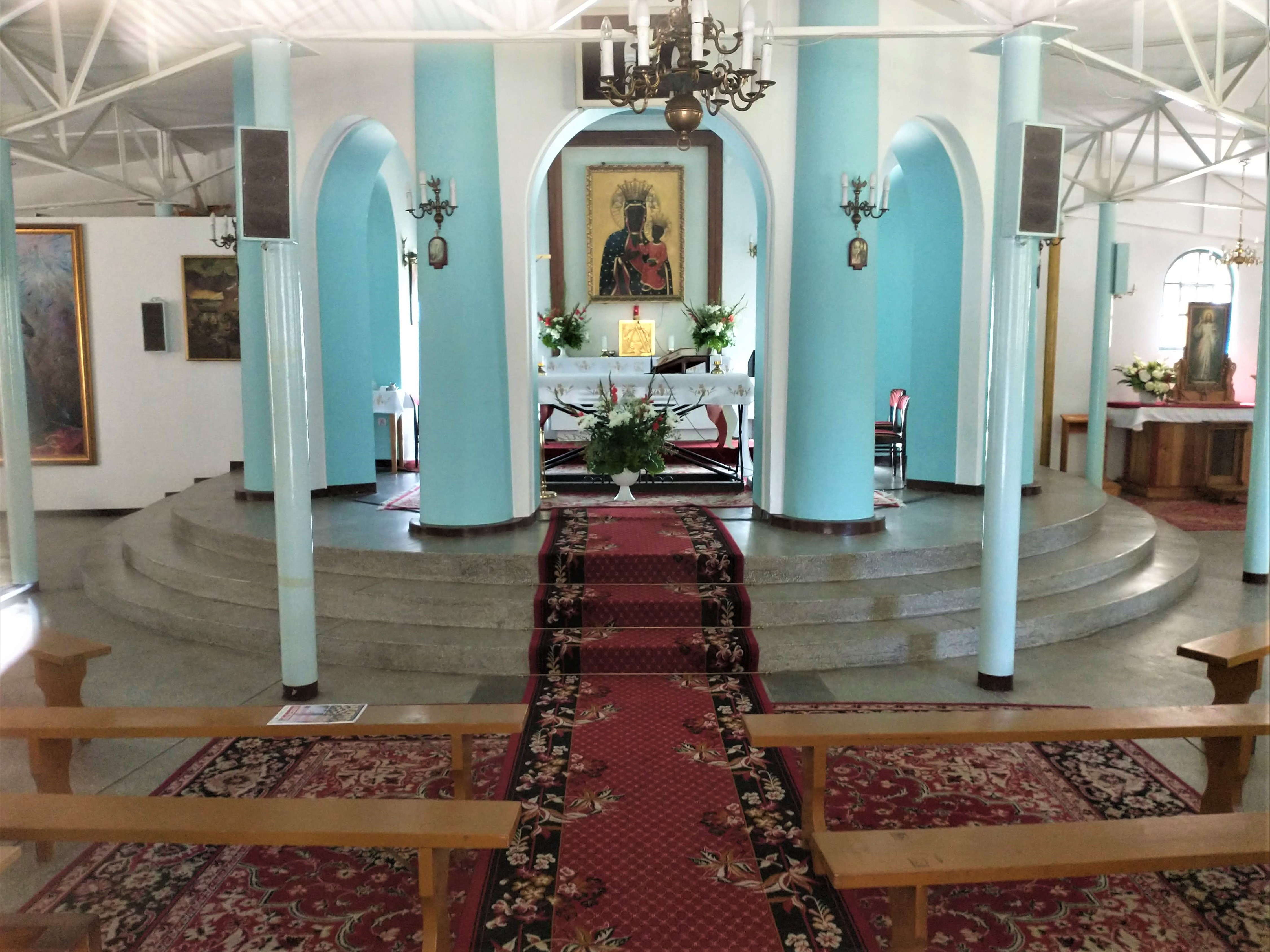
Wnętrze kaplicy

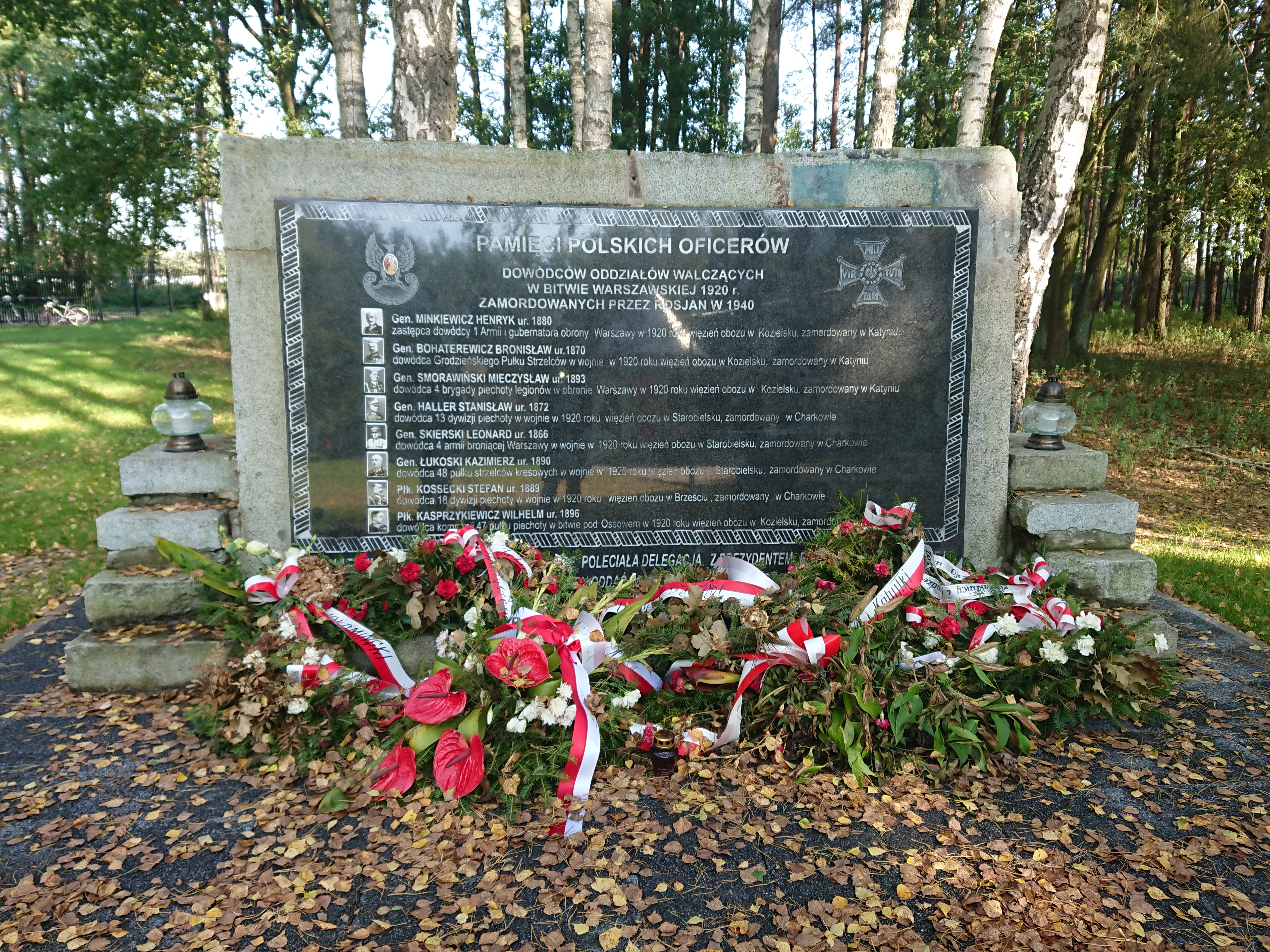
Tablica dowódców wojny polsko-bolszewickiej zamordowanych w 1940

Cmentarz Poległych w Bitwie Warszawskiej w Ossowie – cmentarz wojenny w Ossowie, w miejscu bitwy pod Ossowem, rozegranej podczas Bitwy Warszawskiej, w czasie wojny polsko-bolszewickiej (1920).

## Opis
W sierpniu 1920 Ossów znajdował się przy tzw. drodze przyfrontowej, biegnącej pomiędzy I i II linią obrony Warszawy. W dniach 13–14 sierpnia był miejscem zaciętych walk. Wieś atakowały 235. i 236. Pułki Strzelców z bolszewickiej 79. Brygady Strzelców Grigorija Chachanjana oraz 16. pułk z 2. Dywizji Strzelców. Po stronie polskiej walczyły 33. Pułk Piechoty i 36. Pułk Piechoty Legii Akademickiej, wspierane przez 221. i 236. pułki ochotnicze. W boju obie strony straciły po ok. 600 żołnierzy (zabitych, rannych i wziętych do niewoli). Poległo ok. 100 polskich żołnierzy, w tym wielu w wieku od 16 do 18 lat. Poległ tu też kapelan 236. pułku ksiądz Ignacy Skorupka.
W skład cmentarza wchodzi osiem zbiorowych mogił i jedna pojedyncza oraz obelisk z napisem:
14 sierpnia 1920 r.

Siedemkroć odpieraliśmy

hordy bolszewickie i tu

padliśmy u wrót stolicy

a wróg odstąpił...
Obok cmentarza znajduje się kaplica pod wezwaniem Matki Boskiej Zwycięskiej, zbudowana w 1928 według projektu Brunona Zborowskiego, rozbudowana w 1982 oraz dzwonnica z 1932. Wewnątrz kopia obrazu Matki Boskiej Częstochowskiej i obrazu Jerzego Kossaka Cud nad Wisłą. Niedaleko kaplicy figura Matki Boskiej Zwycięskiej postawiona w 1990. Przy wejściu na cmentarz głaz-pomnik Józefa Hallera, dowódcy frontu i generalnego inspektora Armii Ochotniczej.
W okresie od II wojny światowej do lat 90. XX wieku władze przesunęły granicę rembertowskiego poligonu tak, że kaplica i cmentarz znajdowały się w jego obrębie. Przed wejściem ustawiono tablicę z napisem „Teren Wojskowy – wejście grozi śmiercią”.
23 kwietnia 2010 z inicjatywy Lasów Państwowych na cmentarzu w Ossowie posadzono 96 Dębów Pamięci upamiętniających ofiary katastrofy lotniczej w Smoleńsku. W 2012 to miejsce zostało nazwane Panteon Bohaterów Sanktuarium Narodowym w Ossowie. Na jego terenie ustanowiono pomniki indywidualnych osób, które zginęły w katastrofie smoleńskiej: 17 czerwca 2012 odsłonięto popiersie prezydenta RP Lecha Kaczyńskiego, 15 sierpnia 2012 Tadeusza Płoskiego, 9 kwietnia 2013 Ryszarda Kaczorowskiego, 16 sierpnia 2013 Franciszka Gągora, 26 kwietnia 2014 Macieja Płażyńskiego i Wojciecha Lubińskiego, 15 sierpnia 2014 Andrzeja Błasika i Mirona Chodakowskiego, 11 kwietnia 2015 Anny Walentynowicz i Janusza Kurtyki, 15 sierpnia 2015 Bronisława Kwiatkowskiego i Stefana Melaka, 9 kwietnia 2016 Władysława Stasiaka, 8 kwietnia 2017 Aleksandra Szczygło i Ryszarda Rumianka, 7 kwietnia 2018 Zbigniewa Wassermanna, 20 sierpnia 2018 Stanisława Zająca.
15 sierpnia 2014, w 94. rocznicę bitwy warszawskiej, została odsłonięta w Ossowie tablica upamiętniająca ośmiu dowódców polskich oddziałów uczestniczących w walkach, którzy w 1940 zostali ofiarami zbrodni katyńskiej; upamiętnieni zostali gen. dyw. Stanisław Haller, gen. dyw. Henryk Minkiewicz, gen. dyw. Leonard Skierski, gen. bryg. Bronisław Bohaterewicz, gen. bryg. Kazimierz Łukoski, gen. bryg. Mieczysław Smorawiński, płk dypl. Stefan Kossecki, ppłk. Wilhelm Kasprzykiewicz.